# Józef Płocha
Józef Płocha – polski działacz społeczny na terenie Panewnik (późniejsza część Katowic), żołnierz 1 Warszawskiej Dywizji Piechoty WP im. Tadeusza
Kościuszki. Był również uczestnikiem trzech powstań śląskich, a także członkiem Koła Ligota ZBoWiD-u, którego pierwsze spotkanie odbyło się we wrześniu 1949 roku.
W latach międzywojennych działał w panewnickim oddziale Towarzystwa Czytelni Ludowych, a także w miejscowym kole Narodowo-Chrześcijańskiego Zjednoczenia Pracy.
Jego imieniem została nazwana ulica w Katowicach, na terenie dzielnicy Ligota-Panewniki.